# Авионска несрећа код Џакарте 2021.
Авионска несрећа код Џакарте 2021. године догодила се 9. јануара када је путнички авион боинг 737-524 индонежанске авиокомпаније Сривиџаја ер нестао с радара четири минута након узлетања. Авион се налазио на редовном лету из главног града Индонезије, Џакарте, до града Понтианак на острву Борнео. Убрзо је изгубио контакт с контролом лета и срушио се у Јаванско море, пар километара од аеродрома.
Узрок несреће није познат. У авиону се налазило укупно 62 путника од којих су 50 били путници а 12 чланови посаде. Нико није преживео.